# Medicosma tahafeana
Medicosma tahafeana är en vinruteväxtart som beskrevs av Thomas Gordon Hartley. Medicosma tahafeana ingår i släktet Medicosma och familjen vinruteväxter. Inga underarter finns listade i Catalogue of Life.